# المدرسة الوطنية العليا لعلوم البحر وتهيئة الساحل
المدرسة الوطنية العليا لعلوم البحر وتهيئة الساحل هي مؤسسة جامعية جزائرية حكومية تقع في مدينة دالي إبراهيم ضمن ولاية الجزائر العاصمة.

## روابط خارجية
- الموقع الرسمي